# دینزمور (کالیفرنیا)
دینزمور (به انگلیسی: Dinsmore) یک منطقهٔ مسکونی در ایالات متحده آمریکا است که در شهرستان هامبولت، کالیفرنیا واقع شده‌است. دینزمور ۷۳۶ متر بالاتر از سطح دریا واقع شده‌است.